# Khe gió

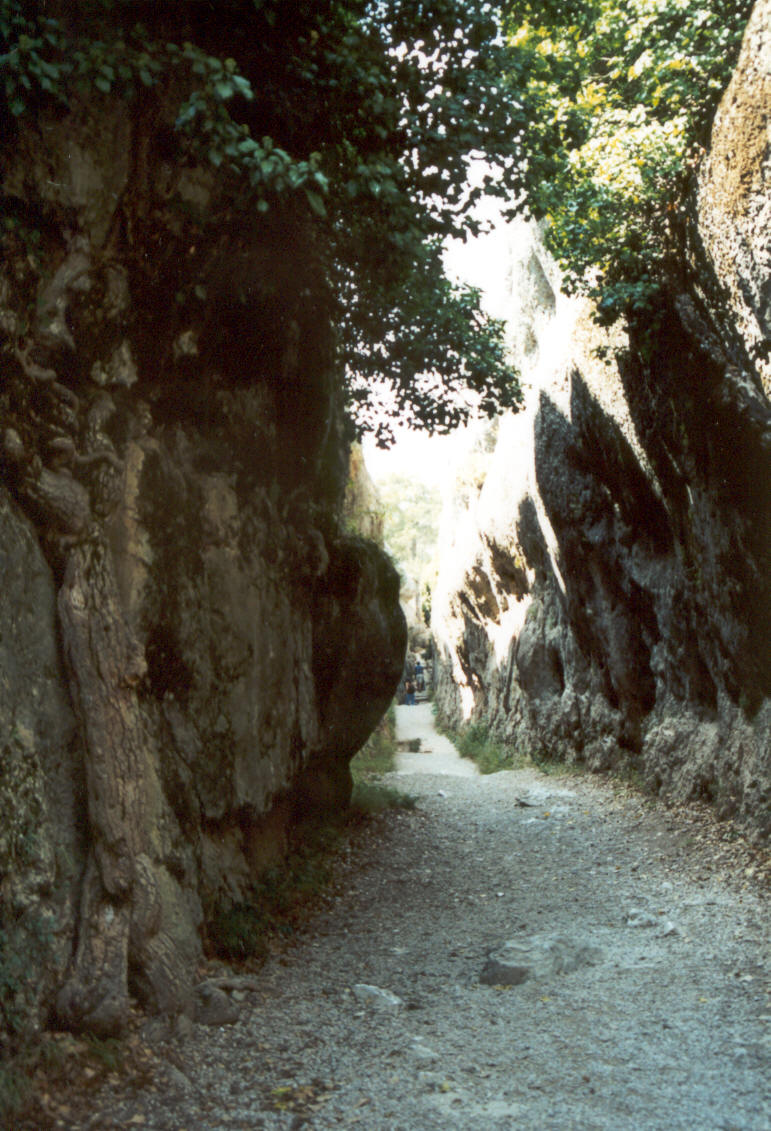
Khe gió được mở ra bởi một dòng suối cổ trên địa hình Karstic ở Ciudad Encantada (tỉnh Cuenca) ở Tây Ban Nha

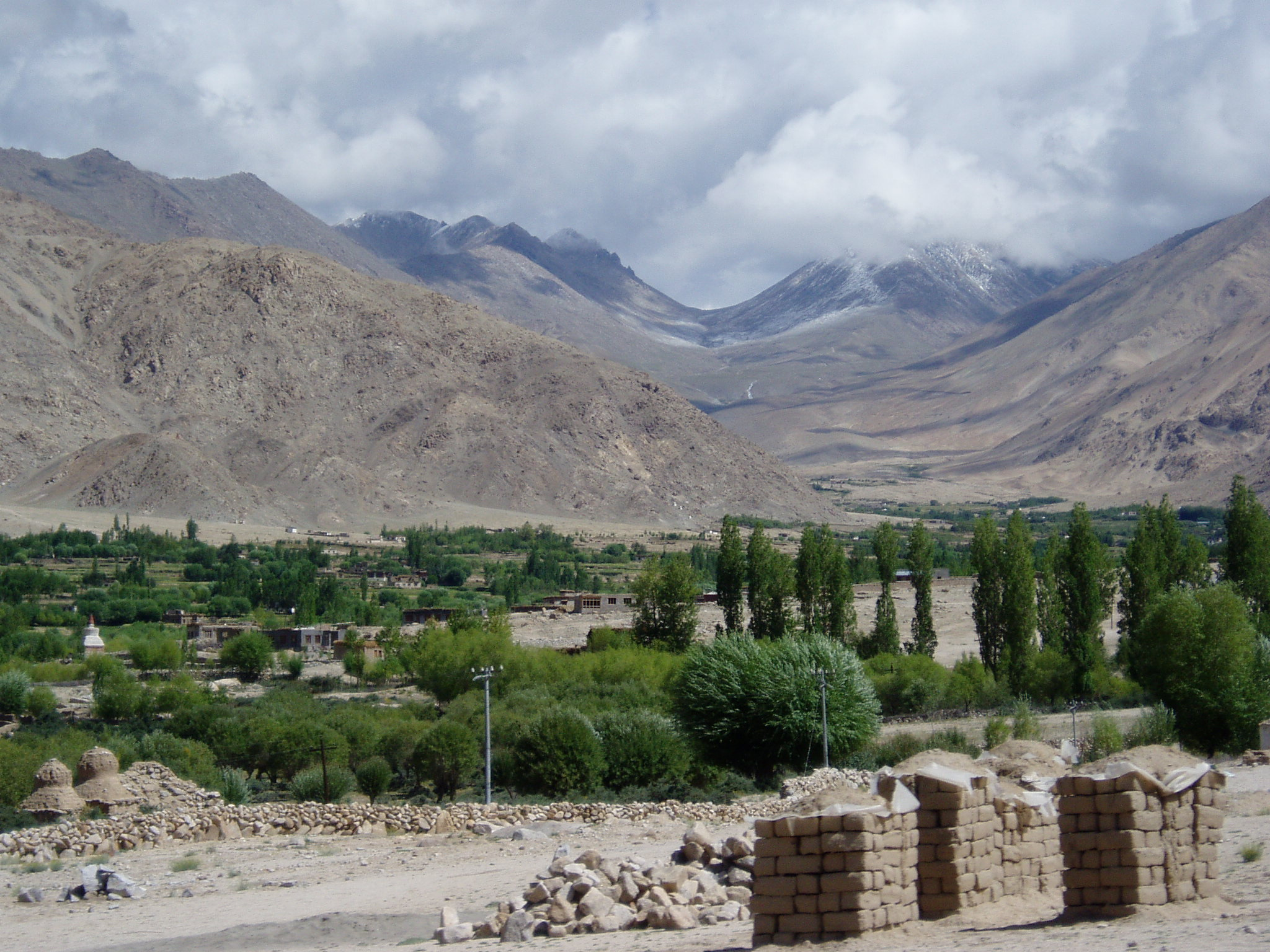
Chênh lệch gió glacially chạm khắc trong Karu Valley, Ladakh, Ấn Độ NW Himalaya

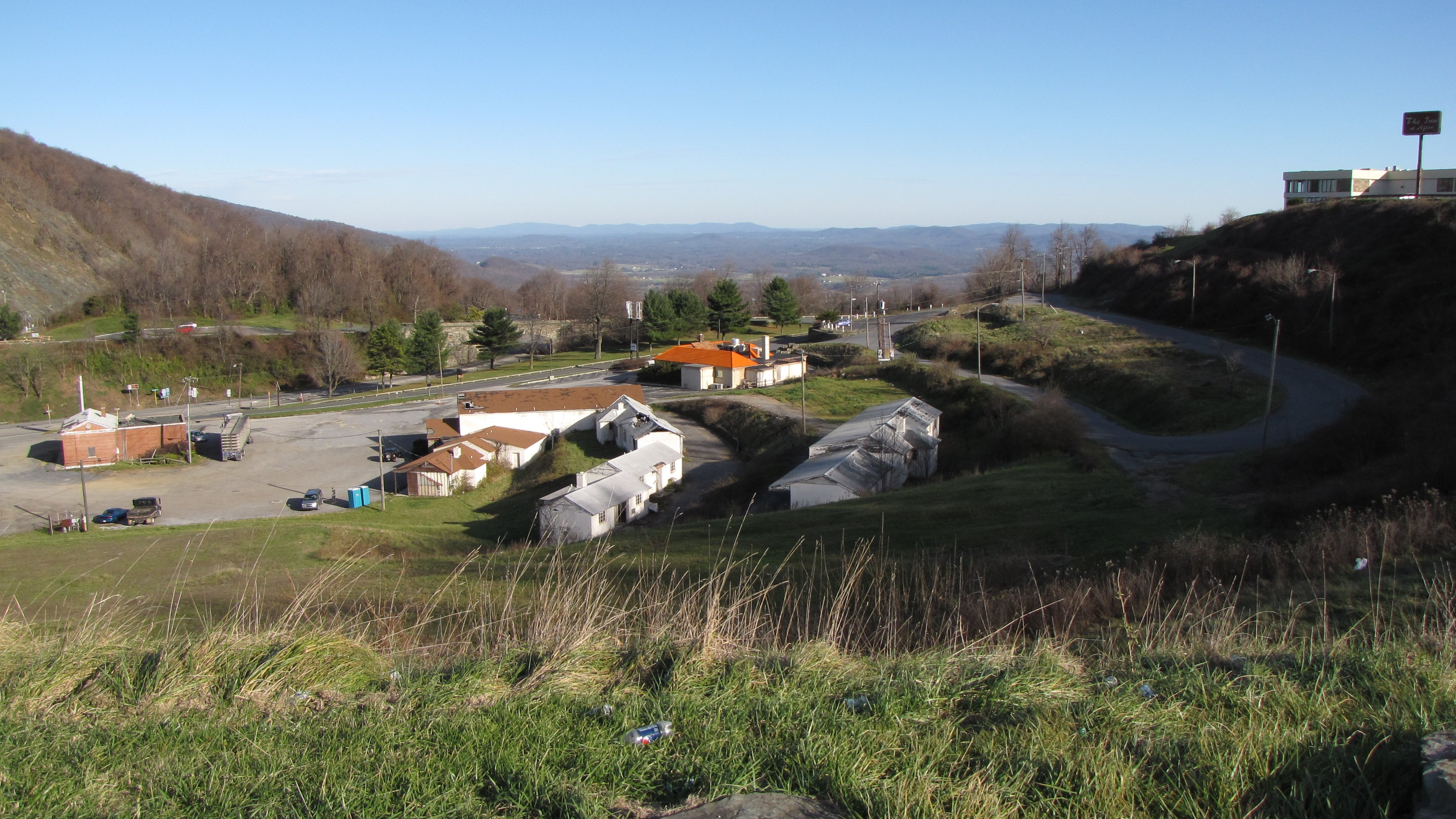
Khe gió Rockfish Gap, Blue Ridge Mountains, Virginia

Một khe gió (hoặc khe hở không khí)  là một khe hở mà qua đó một dòng nước đã chảy mà hiện đang khô do kết quả của việc bắt dòng chảy. Khoảng cách nước là một tính năng tương tự, nhưng một trong đó một dòng nước vẫn chảy. Các khe hở nước và các khe gió thường cung cấp các tuyến đường, do cấu hình nghiêng nhẹ, phù hợp với đường mòn, đường bộ và đường sắt qua địa hình đồi núi.
Ví dụ về các khe gió ở dãy núi Blue Ridge của Virginia bao gồm khe Swift Run, khe Rockfish và khe Buford. Lần cuối cùng là sự vượt qua ban đầu của dãy núi Blue Ridge gần Bedford cho tuyến Đường sắt Virginia và Tennessee, sau này là tuyến  Đường sắt Norfolk và Western, tiền thân của hệ thống Đường sắt Nam Norfolk ngày nay. Một khoảng trống gió khác có tầm quan trọng đáng kể trong lịch sử Hoa Kỳ là Cumberland Gap gần ngã ba Kentucky, Virginia và Tennessee.